# Chrysiptera flavipinnis
Chrysiptera flavipinnis es una especie de peces de la familia Pomacentridae en el orden de los Perciformes.

## Morfología
Los machos pueden llegar alcanzar los 8 cm de longitud total.

## Hábitat
Es un pez de mar.

## Distribución geográfica
Se encuentra desde Papúa Nueva Guinea hasta el Mar del Coral, Gran Barrera de Coral y el este de Australia hasta Sídney.